# Місе
Місе (пол. Misie) — село в Польщі, у гміні Мєндзижець-Підляський Більського повіту Люблінського воєводства.
Населення — 788 осіб (2011).
У 1975-1998 роках село належало до Білопідляського воєводства.

## Демографія
Демографічна структура станом на 31 березня 2011 року:
|          | Загалом | Допрацездатний вік | Працездатний вік | Постпрацездатний вік |
| -------- | ------- | ------------------ | ---------------- | -------------------- |
| Чоловіки | 381     | 103                | 244              | 34                   |
| Жінки    | 407     | 103                | 225              | 79                   |
| Разом    | 788     | 206                | 469              | 113                  |